# Aparecida Silvino
Aparecida Silvino é uma cantora, compositora e regente de música popular brasileira.. Artista cearense com mais de 30 anos de carreira, possui quatro discos lançados e variadas participações em trabalhos de outros artistas como Fagner, Belchior e Milton Nascimento. 
Vencedora de diversos prêmios dentre eles I Festival de MPB da Assembleia Legislativa do estado do Ceará, melhor intérprete no Festival da Meruoca – Ceará (2009).

## Discografia
- Vidro e Aço(1991)
- Presente(2001)
- Mãe (2010)
- Sinal de cais (2014)